# Maxomys panglima

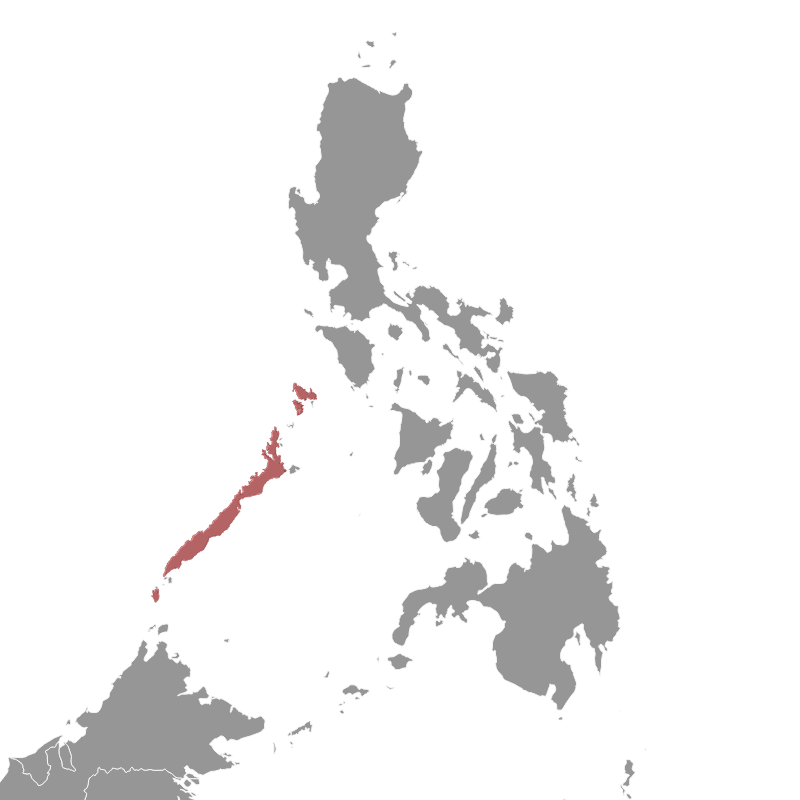
Localització del rosegador, endèmic de regions concretes de Filipines.

Maxomys panglima és una espècie de mamífer rosegador de la família dels múrids. És endèmic de l'oest de les Filipines, on viu a altituds d'entre 0 i 1.550 msnm. El seu hàbitat natural són els boscos primaris, els boscos secundaris, els camps de conreu i les plantacions. És una espècie en risc mínim, és a dir, no sembla que hi hagi cap amenaça significativa per a la seva supervivència. El seu nom específic, panglima, significa ‘comandant’ en atjeh.